# Actinote latior
Actinote latior är en fjärilsart som beskrevs av Jordan 1913. Actinote latior ingår i släktet Actinote och familjen praktfjärilar. Inga underarter finns listade i Catalogue of Life.